# Die Polizistin
Die Polizistin ist ein deutscher Spielfilm aus dem Jahr 2000 von Regisseur Andreas Dresen und der Drehbuchautorin Laila Stieler. Er verwendet Motive des Romans Meine Nachtgestalten von Annegret Held. Der Film wurde unter anderem mit dem Adolf-Grimme-Preis ausgezeichnet.

## Handlung
Die 27 Jahre alte Anne Küster war früher bei der Post angestellt, verlor aber im Rahmen des Personalabbaus ihren dortigen Arbeitsplatz. Die Hoffnung auf den beruflichen wie privaten Neubeginn überwiegt, als sie als Polizeimeisterin nach Absolvierung der Polizeischule in der Tristesse des Rostocker Plattenbaubezirks Lütten Klein ihren Dienst antritt.
Anne kann zwar durchaus kräftig zupacken, jedoch ist sie auch eine sehr sensible und liebe Person; gleichzeitig ist der Polizeialltag bestimmt von zäher Bürokratie und dem Umgang mit Menschen, deren Realität von sozialer Armut geprägt ist. Der Dienst gestaltet sich daher für Anne schwierig und sie schafft es nicht immer, Distanz zu halten. „Du musst dir eine dicke Haut zulegen“, empfiehlt ihr Streifenwagenpartner und Kamerad Mike, der gerne mehr will als das vertrauensvolle, kumpelhafte Verhältnis zu Anne; einmal werden Anne und Mike auch miteinander intim und Anne mag Mike durchaus, jedoch möchte Anne dann doch kein Verhältnis mit Mike und versucht nicht mehr gemeinsam mit ihm Streife zu fahren. Zuvor müssen Anne und Mike einmal gemeinsam Eltern die Nachricht vom bizarren Tod ihres erwachsenen Sohnes überbringen; er hatte im Wald, abseits jeden Gewässers, mit einem Taucheranzug bekleidet masturbiert und sich als besonderen Reiz eine Plastiktüte über den Kopf gezogen; er wollte seinen Höhepunkt als „kleinen Tod“ besonders intensiv erleben und war dabei erstickt, anstatt nur den „kleinen“ erfuhr er den „großen Tod“. Anne kommt im Übrigen mit ihren ausschließlich männlichen Kollegen gut klar, obgleich sie sich mangels anderer Möglichkeit im Polizeirevier mit ihnen die Dusche teilen muss.
Als Anne den zehn Jahre alten Benny trifft, der in seinem familiären Umfeld keinen Halt findet, beschließt sie, sich um ihn zu kümmern. Dabei lernt sie Bennys Vater kennen und lieben, den russischen Kleinkriminellen Jegor; zu ihm fühlt sie sich auf eigenartige Weise hingezogen. Doch der Spagat zwischen persönlicher Anteilnahme und beruflicher Pflicht fällt Anne zunehmend schwerer. Als Jegor durch Einbruch versucht, Geld für Bennys Klassenreise aufzutreiben, geraten die Ereignisse außer Kontrolle, als Anne gemeinsam mit einem Kollegen zum Einbruch gerufen wird und Jegor als Täter stellt und festnimmt.
Am Ende des Films gelingt es Anne, die Lage, insbesondere auch die ihrer Gefühle, wieder in den Griff zu bekommen, und sie schreitet gemeinsam mit dem Jungen Benny, den sie ungemein gernhat, aus dem Bild. Die Polizistin endet in Hoffnung.

## Hintergrund
Die Polizistin wurde als Fernsehfilm für den WDR im Februar und März 2000 in Berlin und in Rostock gedreht. Der Film wurde auf dem Filmfest München 2000 aufgeführt, eine 89 Minuten lange Version wurde am 25. Oktober 2000 im deutschen Fernsehen gezeigt. Auf der Berlinale 2001 lief er in der Sektion Neue deutsche Filme. Im Mai 2001 kam Die Polizistin in die deutschen Kinos und erreichte dort etwa 23.000 Besucher.

## Kritiken
Das Lexikon des internationalen Films befindet: „Ein hervorragend inszeniertes, faszinierend authentisches, von einer hervorragenden Hauptdarstellerin geprägtes Sozialdrama, das sich selbst in den dunkelsten Momenten Optimismus und trockenen Humor bewahrt.“
Claus Schotten schrieb im Filmmagazin Artechock: „Gedreht mit verfügbaren Licht auf hochempfindlichen 16mm-Material wirkt der Film wie ein packender, hyperrealistischer Dokumentarfilm im Stil des Direct Cinema. Dazu tragen auch die gut beobachteten Dialoge und die herausragenden schauspielerischen Leistungen bis in die kleinste Nebenrolle bei. Daß es sich um eine Inszenierung handelt, merkt man eigentlich nur daran, daß man intime Szenen sieht, die in der Realität keine Kamera zu Gesicht bekommen hätte, und daß sich die Stränge des Drehbuchs am Ende zu einem Kreis schließen.“

## Auszeichnungen
Laila Stieler und Andreas Dresen erhielten im Jahr 2000 den Fernsehfilmpreis der Deutschen Akademie der Darstellenden Künste. Andreas Dresen gewann im Folgejahr den Deutschen Fernsehpreis. Gabriela Maria Schmeide, der Kameramann Michael Hammon und die Produzenten waren für den gleichen Preis nominiert.
Andreas Dresen, Laila Stieler, Gabriela Maria Schmeide und Axel Prahl erhielten 2001 den Adolf-Grimme-Preis in Gold. Monika Schindler gewann 2001 für den Schnitt den Film+ Schnitt Preis. Michael Hammon gewann 2001 den Deutschen Kamerapreis.
Andreas Dresen wurde 2000 für den Grand Prix des Amériques des Montréal World Film Festivals nominiert.